# Мединила
Мединилата (Medinilla magnifica), известна и като розово грозде, е вид цъфтящо растение от семейство Melastomataceae, родом от Филипините. То е епифит. Различни видове и хибриди от това семейство са добре известни и популярни сред колекционерите на растения с Medinilla speciosa, които са почти идентични.

## Етимология
Мединилата е кръстена на Хосе де Мединила и Пинеда, който е бил губернатор на Мавриций (тогава известен като Марианските острови) през 1820 г.

## Галерия
- Общ вид
- Ствол
- Листа
- Цвят